# Denise Scharley
Denise Scharley (n. Neuilly-en-Thelle, Francia; 15 de febrero de 1917 - 26 de julio de 2011) es una contralto y mezzosoprano francesa de destacada asociación en ópera francesa en las décadas 1950-60.
Estudió en el Conservatorio de París e hizo su debut en 1942 como Geneviève en Pelléas et Mélisande en la Opéra-Comique de París.
Participó en el estreno francés de Dialogues de Carmélites de Francis Poulenc en 1957 cantando el personaje de Madame de Croissy junto a Denise Duval y Régine Crespin.
Fue un importante exponente de otros roles franceses como Carmen, Dalila en Sansón y Dalila y Herodiade de Jules Massenet como también Gertrude en Hamlet de Thomas e italianos como Ulrica en Un ballo in maschera y Maddalena en Rigoletto de Verdi.

## Discografía
- Francis Poulenc: Dialogues de Carmelites (Denise Duval, Denise Scharley, Regine Crespin, Liliane Berton, Rita Gorr; Pierre Dervaux) EMI 62768
- Jacques Ibert: Le roi d'Yvetot (Brumaire, Michel, Massard; Manuel Rosenthal, 1958)
- Maurice Ravel: L'heure espagnole - L'enfant et les sortileges (Ernest Bour, director)
- Arthur Honegger: Le Roi David (Serge Baudo, director)
- Jules Massenet: Cendrillon (como Dorothée, Jules Gressier, director, 1943)
- Jules Massenet: Hérodiade (Robert Massard, Adrien Legros, Michele Le Bris, Denise Scharley, Guy Chauvet, Jésus Etcheverry, 1960) Véga «Polaris» L 80.003, Véga «Polaris» L 90.003, Accord 204 272